# Primo Piano II
Primo Piano II est une œuvre du sculpteur américain David Smith située à Paris, en France. Créée en 1962 et installée en 2000 dans les jardins des Tuileries, il s'agit d'une sculpture en bronze.

## Description
L'œuvre prend la forme d'un sculpture abstraite en bronze inoxydable. Abstraite, elle est construite comme un assemblage de formes géométriques.
L'œuvre mesure 2,318 m de haut pour une longueur de 4,115 m et une largeur de 0,762 m.

## Localisation
L'œuvre est installée au centre d'un parterre des Tuileries.

## Historique
Primo Piano II date de 1962.
L'œuvre est installée dans les jardins des Tuileries en 2000, en même temps qu'une douzaine d'autres œuvres d'art contemporain ; elle remplace une autre œuvre, l'Automne.

## Artiste
David Smith (1906-1965) est un sculpteur américain.